# مملكة آيسلندا
مملكة آيسلندا (بالآيسلندية: Konungsríkið Ísland؛ بالدنماركية: Kongeriget Island) كانت ملكية دستورية ظهرت من خلال قانون الاتحاد مع الدنمارك الذي عُقد في 1 كانون الأول 1918. استمرت حتى 17 حزيران 1944 عندما قرر الاستفتاء العام إنشاء جمهورية آيسلندا مكان المملكة.

## جذور الحكم الدنماركي
كانت آيسلندا تحت سيطرة التاج الدنماركي منذ عام 1380، على الرغم من أنها كانت من أملاك النرويج حتى العام 1814، بعد ألف سنة من أول استيطان معروف، منحت الدنمارك آيسلندا حكماً محلياً. نُقح الدستور الذي كتب في نفس السنة في عام 1903 وازداد حجم حكم آيسلندا المحلي في عام 1904. وزير الشؤون الآيسلندية الذي كان يقيم في ريكيافيك كان مسؤولاً عن الـ«آلثينغ» (البرلمان الآيسلندي).

## إنشاء المملكة
في 1 كانون الأول 1918، قانون الاتحاد المتفق عليه مع الدنمارك اعترف بآيسلندا بدولة ذات سيادة في اتحاد شخصي مع الدنمارك تحت حكم عاهلٍ مشترك. قامت مملكة آيسلندا بابتكار علمٍ خاصٍ بها وشعارٍ لها وطلبت أن تقوم الدنمارك بتمثيل شؤونها الخارجية والدفاع عنها. كان سيتم مراجعة القانون في 1940 وكان من الممكن أن يُوقف العمل به لمدة 3 سنوات إذا تعذر الوصول إلى إتفاق على مواصة ذلك.

## الحرب العالمية الثانية وإنشاء الجمهورية
قامت ألمانيا باحتلال الدنمارك في 9 نيسان 1940 وهذا أدى إلى قطع التواصل بين آيسلندا والدنمارك. ونتيجةً لذلك، قام الآلثينغ في 10 نيسان بتمرير قرارين ليقوّي الحكومة الآيسلندية وسلطة رأس الدولة ولإعلان أن ستتحمل المسؤولية على سياستها الخارجية ومراقبة السواحل. بعد سنة، في 15 أيار 1941 اعتمد الألثينغ قانون إنشاء منصب وصاية العرش لـ«سفن بيورنسون» من أجل تمثيل الملكية. خلال السنة من الحرب العالمية الثانية، اتخذت آيسلندا موقفاً على الحياد بقوة واتخذت اجراءاتٍ ضد كلا القوات البريطانية والقوات الألمانية اللتين انتهكتاها. قامت المملكة المتحدة بإطلاق عملية الشوكة في 10 أيار 1940 عندما أبحرت القوات المسلحة إلى ميناء ريكيافيك وبدأ غزو آيسلندا. أصدرت حكومة آيسلندا احتجاجاً ضد ما وصفته بـ«الانتهاك الصارخ» لحيادية آيسلندا. قام رئيس الوزراء هرمان يوناسون بقراءة خطاب على الإذاعة يطلب به من الشعب الآيسلندي بمعاملة العساكر البريطانيين كضيوف. استمر احتلال الحلفاء لآيسلندا طوال مدة الحرب.
كان لدى بريطانيا 25000 جندي متمركزين في آيسلندا، في ريكيافيك وغيرها من الأماكن ذات الأهمية الإستراتيجية. في تموز 1941 تم نقل مسؤولية الدفاع عن آيسلندا إلى الولايات المتحدة بعد قبول اتفاقية الدفاع الأمريكية-الآيسلندية، لتنقل مسؤولية الدفاع عن آيسلندا للولايات المتحدة. ما يُقارب 40000 جندي أمريكي كانوا متمركزين في آيسلندا، وهذا الرقم كان يفوق عدد مواطني آيسلندا البالغين من الرجال (كان عدد سكان آيسلندا خلال الحرب حوالي 120 ألفاً).
بعد الاستفتاء على الدستور الآيسلندي في أيار 1944، أصبحت آيسلندا بشكلٍ رسمي جمهوريةً مستقلة في 17 حزيران 1944. شعر الكثير من الدنماركيين بالإهانة في ذلك الوقت؛ لأن الدنمارك كانت ما تزال تحت الإحتلال الألماني.[بحاجة لمصدر] ومع ذلك، فقد أرسل الملك المخلوع عن عرشه كريستيان العاشر رسالة تهنئة إلى الشعب الآيسلنديّ.

## الأعلام

علم آيسلندا (1915–1944)
علم الدولة في آيسلندا (1915–1944)
الراية الملكية (1921–1944)
راية وصاية العرش (1941–1944)